# 錦江町立田代中学校
錦江町立田代中学校（きんこうちょうりつたしろちゅうがっこう）は、鹿児島県肝属郡錦江町田代麓にある町立中学校。

## 校区
- 旧田代町全体（大原中統合後）

## 概要
- 平成17年3月22日の市町村合併で、錦江町が発足する前は、田代町の設置する町立中学校であった。
- 平成17年3月末、同じく旧田代町にあった大原中学校を統合し、（新）田代中学校となった。